# Coutoubea minor
Coutoubea minor är en gentianaväxtart som beskrevs av Carl Sigismund Kunth. Coutoubea minor ingår i släktet Coutoubea och familjen gentianaväxter. Inga underarter finns listade i Catalogue of Life.